# The Movies
The Movies — компьютерная игра, разработанная Lionhead Studios и изданная Activision в 2005 году. Относится к жанру экономических симуляторов. В России была издана 7 апреля 2006 года компанией 1С и локализована компанией Nival под названием «The Movies: Фабрика грёз».

## Игровой процесс
В The Movies игрок выступает в роли владельца кинокомпании, причём он имеет возможность управлять не только студией (строить и сносить здания, нанимать и увольнять актёров и работников и т. д.), но и процессом создания фильмов, что делает игру принципиально отличающейся от большинства других экономических стратегий. Также в игру введены элементы симулятора жизни. Это проявляется в том, что со временем актёры и персонал стареют и появляются новые персонажи. Старым актёрам лучше всего сниматься в ужасах, молодым в мелодрамах.

### Персонал
Весь персонал киностудии можно разделить на «звёзд» (к ним относятся режиссёры и актёры) и рядовых сотрудников (статисты, съёмочная группа, сценаристы, исследователи, строители, уборщики, а в дополнении Stunts & Effects — также каскадёры). «Звёзды» требуют к себе особого отношения, так как у них есть параметр настроения, определяющий желание актёра сниматься в фильме. Все персонажи в игре имеют параметры, определяющие их способности — для актёров и статистов существуют отдельные параметры для каждого жанра фильмов и большое число других параметров (таких, как внешность, склонность к алкоголизму), для остальных — только один параметр. Все параметры повышаются по мере роста опыта работника. При необходимости существует возможность менять должности, к примеру, назначить строителя на должность статиста, но его параметры поначалу будут нулевыми.

### Жанры фильмов
Все фильмы делятся на 5 жанров:
- Боевик (англ. Action);
- Научная фантастика (англ. Science fiction);
- Мелодрама (англ. Romance);
- Фильм ужасов (англ. Horror);
- Комедия (англ. Comedy).

По ходу игры происходят события, изменяющие популярность того или иного жанра.

### Песочница
В игре реализован режим песочницы (англ. Sandbox), позволяющий игроку при старте изменить настройки таким образом, чтобы экономическая часть игры как можно меньше отвлекала его от создания фильмов (есть возможность изменить год начала игры, изменить размер стартового капитала, сделать так, чтобы все здания строились моментально и не требовали ремонта, настроение актёров не ухудшалось, фильмы снимались моментально).

## Разработка
Соучредитель Lionhead Studios Питер Молинье предложил оригинальную идею, которую оценили его коллеги и разработка началась в феврале 2002 года. Ранняя версия игры была готова для показа журналистам на европейской компьютерной выставке в сентябре 2002 года.
Игра была выпущена в ноябре 2005 года и к концу года разошлась тиражом более 50 000 копий в Великобритании, что Кристан Рид из Eurogamer назвал «относительно незначительным». В конечном итоге игра получила «Серебряную» награду за продажи от Ассоциации издателей программного обеспечения для развлечений и досуга (ELSPA), что свидетельствует о продажах не менее 100 000 копий в регионе.
Саундтрек к игре был написан Даниэлем Пембертоном.

## The Movies Online
На сайте The Movies Online, созданном разработчиками игры, любой обладатель лицензионной копии игры мог выложить свои фильмы. Другие участники могли скачивать фильмы и оценивать их по 5-балльной шкале, а также оставлять комментарии. Как и в игре, на сайте все фильмы делились на 5 жанров, причём наиболее популярными являлись комедия и фильм ужасов, за которыми следовали фантастика, боевик и мелодрама (наименее популярный жанр). На сайте существовала виртуальная валюта (англ. Virtual Credits, VCs), которую его участники получали за загрузку на сайт своих фильмов и впоследствии могли израсходовать на покупку для игры дополнительных павильонов, костюмов и предметов оформления.
Также на сайте были чарты для фильмов — общий для всех фильмов, Top Stunts and Effects — для фильмов, сделанных с помощью дополнения Stunts & Effects, отдельные чарты для каждого жанра и чарт студий. Каждые 6 часов чарты обновлялись. Точная формула, по которой определялись позиции фильмов в чартах, неизвестна.
Сайт The Movies Online был закрыт 5 декабря 2008 года.

## Дополнение
В июне 2006 было выпущено дополнение под названием Stunts & Effects. Главной его особенностью было появление каскадёров и трюков и свободное перемещение камеры во время съёмки.
После выхода The Movies: Stunts & Effects, новых дополнений для The Movies не было. Авторы сообщили о том, что другие дополнения не будут разрабатываться.

## Критика
| Сводный рейтинг                | Сводный рейтинг                  |
| Агрегатор                      | Оценка                           |
| ------------------------------ | -------------------------------- |
| GameRankings                   | 85,11 %                          |
| Metacritic                     | 84/100                           |
| «Критиканство»                 | 86/100                           |
| Иноязычные издания             |                                  |
| Издание                        | Оценка                           |
| 1UP.com                        | 8/10                             |
| CGW                            | [ 12 ]                           |
| Edge                           | 7/10                             |
| GamePro                        | 4/5                              |
| GameRevolution                 | B-                               |
| GameSpot                       | 8,2/10                           |
| GameSpy                        | [ 17 ]                           |
| GameZone                       | 9/10                             |
| IGN                            | 8/10                             |
| PALGN                          | 8/10                             |
| PC Gamer (US)                  | 86 %                             |
| WorthPlaying                   | 9,3/10                           |
| Награды                        |                                  |
| Издание                        | Награда                          |
| Computer Games Magazine (2005) | Best Utility Best Original Music |

Игра получила положительные отзывы, согласно сайту агрегации отзывов Metacritic.
The Movies получила премию BAFTA в области игр 2006 года в номинации «Simulation». Журнал Computer Games Magazine присудил игре награды «Лучшая утилита» и «Лучшая оригинальная музыка».
Оглядываясь на игру в 2015 году, Rock, Paper, Shotgun сказали, что в ней были многообещающие функции, но они не были реализованы. В 2016 году The Guardian назвала онлайн-сервис The Movies «возможно, самой дальновидной функцией», потому что он опередил YouTube на несколько лет.

## Короткометражный фильм
Используя The Movies, Алексу Чану, жителю Франции, ранее не имевшему опыта работы в кино, потребовалось четыре дня, чтобы создать короткометражный фильм «Французская демократия», политический фильм о гражданских беспорядках 2005 года во Франции.